# 리 몽고메리
리 몽고메리(Lee Montgomery, 1961년 11월 3일 ~ )는 캐나다의 배우, 작곡가이다.
위니펙에서 태어났다.

## 영화
- 화염 속으로 (1987년)
- 더 미드나잇 아워 (1985년)
- 청춘 댄스 파트너 (1985년)
- 나이트 샤도우스 (1984년)
- 멋쟁이 사기꾼 (1984년)
- 호텔 (1982년)
- 트루 그릿 (1978년)
- 달라스 (1978년)
- 마리안의 욕망 (1976년) - 데이비드 역
- 부부 (1972년)
- 벤 (1972년)
- 닥터 게논 (1969년)
- 닥터 웰비 (1969년)
- 제12순찰대 (1968년)
- 아이언 사이드 (1967년)